# 仁操
仁操（じんそう/にんそう、？－仁平3年1月2日（1153年1月28日））は平安時代の天台宗の僧。輔仁親王の子。源有仁の弟。『尊卑分脉』には「改 応仁」とあり、海野泰男は出家前の諱は不明で仁操から応仁に改名したとし、関口力も同様の見解を取るが、松薗斉は応仁を出家前の諱とする。

## 経歴
母親は不詳で、『今鏡』（「御子たち」巻「月の隠るる山のは」章）には、「山（比叡山）にも聞え給ふし僧都の君」と評されていたが、ある院（ただし、誰かは不詳）がその出自を不審に思って、親王の嫡子である源有仁に問い合わせたという記述がある。
『尊卑分脉』によれば、相豪の弟子となって保延4年（1138年）に権少僧都になったという。また、法印にも叙せられたという。それより遡った保延2年（1136年）には崇徳天皇の護持僧を務めている。『本朝世紀』仁平3年正月2日条には、「今日、少僧都仁操入滅」とある。ただし、『僧綱補任抄出』には亡くなった前年仁平2年（1152年）条に権大僧都と記載されている。
娘の1人は宮中に上がり、初めは藤原忻子に仕えて「三条局」と呼ばれていたが、後に後白河天皇の寵愛を受けて、道法法親王・真禎を儲けた（『一代要記』などには承仁法親王も彼女の子とするが、実際の生母である丹波局の出自が低すぎたために改変したとする説もある）。真禎の出家について記した『山槐記』治承2年6月19日条には、「今日院若宮（母皇太后宮母屋三条殿、故仁操僧都女云々、仁和寺若宮弟）、為二ル大僧正禎嘉ノ弟子一ト」とある。また、一条能保の妻の1人が仁操の娘と言う。